# Braendlin
Braendlin, auch Brändlin, ist ein Schweizer Familienname.

## Herkunft und Bedeutung
Die Braendlin sind mit den Gemeinden Richterswil, Stäfa, Rapperswil-Jona und Flawil verbunden.

## Namensträger
- Albert Braendlin-Staub (1814–1851), Sohn des Johannes B., Schwiegersohn des Johann Jakob Staub, Teilhaber der Spinnerei Braendlin, Eidg. Major, Truppenführer und Friedensstifter im Sonderbundskrieg, Wohnsitz Schloss und Villa Meienberg ob Rapperswil-Jona
- Carl August Braendlin-Stadtmann (1817–1888), Sohn des Rudolf B., Teilhaber der Spinnerei Braendlin, Kantonsrat, Major im Sonderbundskrieg
- Carl Braendlin-Helbling (1859–1926), Teilhaber der Spinnerei Braendlin, Kantonsrat
- Heinrich Braendlin (1777–1848), Mitbegründer der Spinnerei Braendlin und Politiker
- Hanni Borkowsky-Braendlin (1902–??), Kunstmalerin (Blumenbilder)
- Jakob Braendlin-Näf (1775–1845), Schweizer Textilunternehmer und Pionier der Schweizer Baumwollindustrie
- Johannes Braendlin-Pfenninger (1783–1860), Mitbegründer der Spinnerei Braendlin, Wohnsitz in Stäfa, später im Haus am Meienberg in Jona
- Rudolf Braendlin (1780–1837), Mitbegründer der Spinnerei Braendlin, Wohnsitz Grünfels in Jona
- Theodor Braendlin (1829–1889), Fabrikant, Wohnsitz Seethal im Gubel (Jona)